# Von Eppinghoven
Von Eppinghoven is een familie opgenomen in de Duitse (Coburgse) adel, ontstaan uit een buitenechtelijke relatie tussen de Belgische koning Leopold I en zijn minnares Arcadie Claret. Het stel kreeg twee kinderen:
- Georg von Eppinghoven (1849-1904) x Anna Maria Brust (1865-1943)
  - Henriette-Marianna von Eppinghoven (1891-1973)
  - Heinrich-Georg von Eppinghoven (1892-1988) x Maria Anna Lintermann (1895-1982)
    - Jürgen von Eppinghoven (1930-1934)
    - Alarich von Eppinghoven (1930-2018) x Anna Ziggert (1920-1991)
      - Armin von Eppinghoven (°1960) x Peri Schleining
        - Alexander von Eppinghoven (°2001)

      - Ralph von Eppinghoven (°1960) x Elizabeth Fricker
        - Konrad von Eppinghoven (°1997)
        - Derek von Eppinghoven (°1999)

  - Arcadie von Eppinghoven (1894-1971) x Claude Tebbitt (1882-1947)
    - Cynthia Tebbitt (1923-1978) x Conrad Linder (1906-1968)
      - Eugenie Linder (°1951) x Peter Noel Kane-Berman
        - Jillian Kane-Berman (1972) x Martin Fourié
        - Peter Kane-Berman (°1974) x Michèle Steenkamp
        - Rosemary Kane-Berman (°1977) x Hugo Botha
        - James Kane-Berman (°1980)

      - Constance Linder (1953) x Graham Locke (1948-2000)
        - Grant Conrad Locke (°1980) x Sarah Fanin
        - Craig Patrick Locke (°1982)
        - Jonathan Andrew Locke (°1985)

    - Liliana Tebbitt (1924-1978) x Wilfred Batley (1915-2004)
      - John Batley (1950) x Margaret Williams
        - Penelope Batley (°1979)
        - Eleanor Batley (°1982)

      - Vanessa Batley (°1951) x Robert Bowen
        - Catherine Bowen (1982)
        - John Bowen (1984)

      - Eugenie Batley (°1954) x Jonathan Skelton
        - Joanne Skelton (°1977)
        - Rosalind Skelton (°1982)
        - Frances Skelton (°1985)
- Arthur von Eppinghoven (1852-1940) x Anna Lydia Harris 
  - Louise-Marie von Eppinghoven (1894-1966), enige dochter die ongehuwd en kinderloos bleef.

## Stamboom
In deze beknopte stamboom ontbreken de afstammelingen van het echtpaar Tebbitt - von Eppinghoven.
|                                    |                                    |                                    |                                    |                                    |                                    |                           |                           |                                |                                |                                |                                |                                |                                |                        |                        |                        |                        |                        |                        | Leopold I van België   | Leopold I van België   | Leopold I van België   | Leopold I van België   | Leopold I van België   | Leopold I van België   |                       |                       | Arcadie Claret        | Arcadie Claret        | Arcadie Claret | Arcadie Claret | Arcadie Claret          | Arcadie Claret          |                         |                         |                         |                         |                        |                        |                              |                              |                              |                              |                              |                              |                   |                   |                   |                   |
|                                    |                                    |                                    |                                    |                                    |                                    |                           |                           |                                |                                |                                |                                |                                |                                |                        |                        |                        |                        |                        |                        | Leopold I van België   | Leopold I van België   | Leopold I van België   | Leopold I van België   | Leopold I van België   | Leopold I van België   |                       |                       | Arcadie Claret        | Arcadie Claret        | Arcadie Claret | Arcadie Claret | Arcadie Claret          | Arcadie Claret          |                         |                         |                         |                         |                        |                        |                              |                              |                              |                              |                              |                              |                   |                   |                   |                   |
|                                    |                                    |                                    |                                    |                                    |                                    |                           |                           |                                |                                |                                |                                |                                |                                |                        |                        |                        |                        |                        |                        |                        |                        |                        |                        |                        |                        |                       |                       |                       |                       |                |                |                         |                         |                         |                         |                         |                         |                        |                        |                              |                              |                              |                              |                              |                              |                   |                   |                   |                   |
|                                    |                                    |                                    |                                    |                                    |                                    |                           |                           |                                |                                |                                |                                |                                |                                |                        |                        |                        |                        |                        |                        |                        |                        |                        |                        |                        |                        |                       |                       |                       |                       |                |                |                         |                         |                         |                         |                         |                         |                        |                        |                              |                              |                              |                              |                              |                              |                   |                   |                   |                   |
|                                    |                                    |                                    |                                    |                                    |                                    |                           |                           |                                |                                |                                |                                | Georg von Eppinghoven          | Georg von Eppinghoven          | Georg von Eppinghoven  | Georg von Eppinghoven  | Georg von Eppinghoven  | Georg von Eppinghoven  |                        |                        | Anna Brust             | Anna Brust             | Anna Brust             | Anna Brust             | Anna Brust             | Anna Brust             |                       |                       |                       |                       |                |                |                         |                         |                         |                         | Arthur von Eppinghoven  | Arthur von Eppinghoven  | Arthur von Eppinghoven | Arthur von Eppinghoven | Arthur von Eppinghoven       | Arthur von Eppinghoven       |                              |                              | Anna Lydia Harris            | Anna Lydia Harris            | Anna Lydia Harris | Anna Lydia Harris | Anna Lydia Harris | Anna Lydia Harris |
|                                    |                                    |                                    |                                    |                                    |                                    |                           |                           |                                |                                |                                |                                | Georg von Eppinghoven          | Georg von Eppinghoven          | Georg von Eppinghoven  | Georg von Eppinghoven  | Georg von Eppinghoven  | Georg von Eppinghoven  |                        |                        | Anna Brust             | Anna Brust             | Anna Brust             | Anna Brust             | Anna Brust             | Anna Brust             |                       |                       |                       |                       |                |                |                         |                         |                         |                         | Arthur von Eppinghoven  | Arthur von Eppinghoven  | Arthur von Eppinghoven | Arthur von Eppinghoven | Arthur von Eppinghoven       | Arthur von Eppinghoven       |                              |                              | Anna Lydia Harris            | Anna Lydia Harris            | Anna Lydia Harris | Anna Lydia Harris | Anna Lydia Harris | Anna Lydia Harris |
|                                    |                                    |                                    |                                    |                                    |                                    |                           |                           |                                |                                |                                |                                |                                |                                |                        |                        |                        |                        |                        |                        |                        |                        |                        |                        |                        |                        |                       |                       |                       |                       |                |                |                         |                         |                         |                         |                         |                         |                        |                        |                              |                              |                              |                              |                              |                              |                   |                   |                   |                   |
|                                    |                                    |                                    |                                    |                                    |                                    |                           |                           |                                |                                |                                |                                |                                |                                |                        |                        |                        |                        |                        |                        |                        |                        |                        |                        |                        |                        |                       |                       |                       |                       |                |                |                         |                         |                         |                         |                         |                         |                        |                        |                              |                              |                              |                              |                              |                              |                   |                   |                   |                   |
| Henriette-Marianna von Eppinghoven | Henriette-Marianna von Eppinghoven | Henriette-Marianna von Eppinghoven | Henriette-Marianna von Eppinghoven | Henriette-Marianna von Eppinghoven | Henriette-Marianna von Eppinghoven |                           |                           | Heinrich-Georg von Eppinghoven | Heinrich-Georg von Eppinghoven | Heinrich-Georg von Eppinghoven | Heinrich-Georg von Eppinghoven | Heinrich-Georg von Eppinghoven | Heinrich-Georg von Eppinghoven |                        |                        | Anna Lintermann        | Anna Lintermann        | Anna Lintermann        | Anna Lintermann        | Anna Lintermann        | Anna Lintermann        |                        |                        | Claude Eric Tebbitt    | Claude Eric Tebbitt    | Claude Eric Tebbitt   | Claude Eric Tebbitt   | Claude Eric Tebbitt   | Claude Eric Tebbitt   |                |                | Arcadie von Eppinghoven | Arcadie von Eppinghoven | Arcadie von Eppinghoven | Arcadie von Eppinghoven | Arcadie von Eppinghoven | Arcadie von Eppinghoven |                        |                        | Louise-Marie von Eppinghoven | Louise-Marie von Eppinghoven | Louise-Marie von Eppinghoven | Louise-Marie von Eppinghoven | Louise-Marie von Eppinghoven | Louise-Marie von Eppinghoven |                   |                   |                   |                   |
| Henriette-Marianna von Eppinghoven | Henriette-Marianna von Eppinghoven | Henriette-Marianna von Eppinghoven | Henriette-Marianna von Eppinghoven | Henriette-Marianna von Eppinghoven | Henriette-Marianna von Eppinghoven |                           |                           | Heinrich-Georg von Eppinghoven | Heinrich-Georg von Eppinghoven | Heinrich-Georg von Eppinghoven | Heinrich-Georg von Eppinghoven | Heinrich-Georg von Eppinghoven | Heinrich-Georg von Eppinghoven |                        |                        | Anna Lintermann        | Anna Lintermann        | Anna Lintermann        | Anna Lintermann        | Anna Lintermann        | Anna Lintermann        |                        |                        | Claude Eric Tebbitt    | Claude Eric Tebbitt    | Claude Eric Tebbitt   | Claude Eric Tebbitt   | Claude Eric Tebbitt   | Claude Eric Tebbitt   |                |                | Arcadie von Eppinghoven | Arcadie von Eppinghoven | Arcadie von Eppinghoven | Arcadie von Eppinghoven | Arcadie von Eppinghoven | Arcadie von Eppinghoven |                        |                        | Louise-Marie von Eppinghoven | Louise-Marie von Eppinghoven | Louise-Marie von Eppinghoven | Louise-Marie von Eppinghoven | Louise-Marie von Eppinghoven | Louise-Marie von Eppinghoven |                   |                   |                   |                   |
|                                    |                                    |                                    |                                    |                                    |                                    |                           |                           |                                |                                |                                |                                |                                |                                |                        |                        |                        |                        |                        |                        |                        |                        |                        |                        |                        |                        |                       |                       |                       |                       |                |                |                         |                         |                         |                         |                         |                         |                        |                        |                              |                              |                              |                              |                              |                              |                   |                   |                   |                   |
|                                    |                                    |                                    |                                    |                                    |                                    |                           |                           |                                |                                |                                |                                |                                |                                |                        |                        |                        |                        |                        |                        |                        |                        |                        |                        |                        |                        |                       |                       |                       |                       |                |                |                         |                         |                         |                         |                         |                         |                        |                        |                              |                              |                              |                              |                              |                              |                   |                   |                   |                   |
|                                    |                                    |                                    |                                    | Alarich von Eppinghoven            | Alarich von Eppinghoven            | Alarich von Eppinghoven   | Alarich von Eppinghoven   | Alarich von Eppinghoven        | Alarich von Eppinghoven        |                                |                                | Anna Margarete Ziggert         | Anna Margarete Ziggert         | Anna Margarete Ziggert | Anna Margarete Ziggert | Anna Margarete Ziggert | Anna Margarete Ziggert |                        |                        | Jürgen von Eppinghoven | Jürgen von Eppinghoven | Jürgen von Eppinghoven | Jürgen von Eppinghoven | Jürgen von Eppinghoven | Jürgen von Eppinghoven |                       |                       |                       |                       |                |                |                         |                         |                         |                         |                         |                         |                        |                        |                              |                              |                              |                              |                              |                              |                   |                   |                   |                   |
|                                    |                                    |                                    |                                    | Alarich von Eppinghoven            | Alarich von Eppinghoven            | Alarich von Eppinghoven   | Alarich von Eppinghoven   | Alarich von Eppinghoven        | Alarich von Eppinghoven        |                                |                                | Anna Margarete Ziggert         | Anna Margarete Ziggert         | Anna Margarete Ziggert | Anna Margarete Ziggert | Anna Margarete Ziggert | Anna Margarete Ziggert |                        |                        | Jürgen von Eppinghoven | Jürgen von Eppinghoven | Jürgen von Eppinghoven | Jürgen von Eppinghoven | Jürgen von Eppinghoven | Jürgen von Eppinghoven |                       |                       |                       |                       |                |                |                         |                         |                         |                         |                         |                         |                        |                        |                              |                              |                              |                              |                              |                              |                   |                   |                   |                   |
|                                    |                                    |                                    |                                    |                                    |                                    |                           |                           |                                |                                |                                |                                |                                |                                |                        |                        |                        |                        |                        |                        |                        |                        |                        |                        |                        |                        |                       |                       |                       |                       |                |                |                         |                         |                         |                         |                         |                         |                        |                        |                              |                              |                              |                              |                              |                              |                   |                   |                   |                   |
|                                    |                                    |                                    |                                    |                                    |                                    |                           |                           |                                |                                |                                |                                |                                |                                |                        |                        |                        |                        |                        |                        |                        |                        |                        |                        |                        |                        |                       |                       |                       |                       |                |                |                         |                         |                         |                         |                         |                         |                        |                        |                              |                              |                              |                              |                              |                              |                   |                   |                   |                   |
| Armin von Eppinghoven              | Armin von Eppinghoven              | Armin von Eppinghoven              | Armin von Eppinghoven              | Armin von Eppinghoven              | Armin von Eppinghoven              |                           |                           | Peri Olga Schleining           | Peri Olga Schleining           | Peri Olga Schleining           | Peri Olga Schleining           | Peri Olga Schleining           | Peri Olga Schleining           |                        |                        | Ralph von Eppinghoven  | Ralph von Eppinghoven  | Ralph von Eppinghoven  | Ralph von Eppinghoven  | Ralph von Eppinghoven  | Ralph von Eppinghoven  |                        |                        | Elizabeth Fricker      | Elizabeth Fricker      | Elizabeth Fricker     | Elizabeth Fricker     | Elizabeth Fricker     | Elizabeth Fricker     |                |                |                         |                         |                         |                         |                         |                         |                        |                        |                              |                              |                              |                              |                              |                              |                   |                   |                   |                   |
| Armin von Eppinghoven              | Armin von Eppinghoven              | Armin von Eppinghoven              | Armin von Eppinghoven              | Armin von Eppinghoven              | Armin von Eppinghoven              |                           |                           | Peri Olga Schleining           | Peri Olga Schleining           | Peri Olga Schleining           | Peri Olga Schleining           | Peri Olga Schleining           | Peri Olga Schleining           |                        |                        | Ralph von Eppinghoven  | Ralph von Eppinghoven  | Ralph von Eppinghoven  | Ralph von Eppinghoven  | Ralph von Eppinghoven  | Ralph von Eppinghoven  |                        |                        | Elizabeth Fricker      | Elizabeth Fricker      | Elizabeth Fricker     | Elizabeth Fricker     | Elizabeth Fricker     | Elizabeth Fricker     |                |                |                         |                         |                         |                         |                         |                         |                        |                        |                              |                              |                              |                              |                              |                              |                   |                   |                   |                   |
|                                    |                                    |                                    |                                    |                                    |                                    |                           |                           |                                |                                |                                |                                |                                |                                |                        |                        |                        |                        |                        |                        |                        |                        |                        |                        |                        |                        |                       |                       |                       |                       |                |                |                         |                         |                         |                         |                         |                         |                        |                        |                              |                              |                              |                              |                              |                              |                   |                   |                   |                   |
|                                    |                                    |                                    |                                    |                                    |                                    |                           |                           |                                |                                |                                |                                |                                |                                |                        |                        |                        |                        |                        |                        |                        |                        |                        |                        |                        |                        |                       |                       |                       |                       |                |                |                         |                         |                         |                         |                         |                         |                        |                        |                              |                              |                              |                              |                              |                              |                   |                   |                   |                   |
|                                    |                                    |                                    |                                    | Alexander von Eppinghoven          | Alexander von Eppinghoven          | Alexander von Eppinghoven | Alexander von Eppinghoven | Alexander von Eppinghoven      | Alexander von Eppinghoven      |                                |                                |                                |                                |                        |                        | Konrad von Eppinghoven | Konrad von Eppinghoven | Konrad von Eppinghoven | Konrad von Eppinghoven | Konrad von Eppinghoven | Konrad von Eppinghoven |                        |                        | Derek von Eppinghoven  | Derek von Eppinghoven  | Derek von Eppinghoven | Derek von Eppinghoven | Derek von Eppinghoven | Derek von Eppinghoven |                |                |                         |                         |                         |                         |                         |                         |                        |                        |                              |                              |                              |                              |                              |                              |                   |                   |                   |                   |